# 電鐵總站大樓前停留場

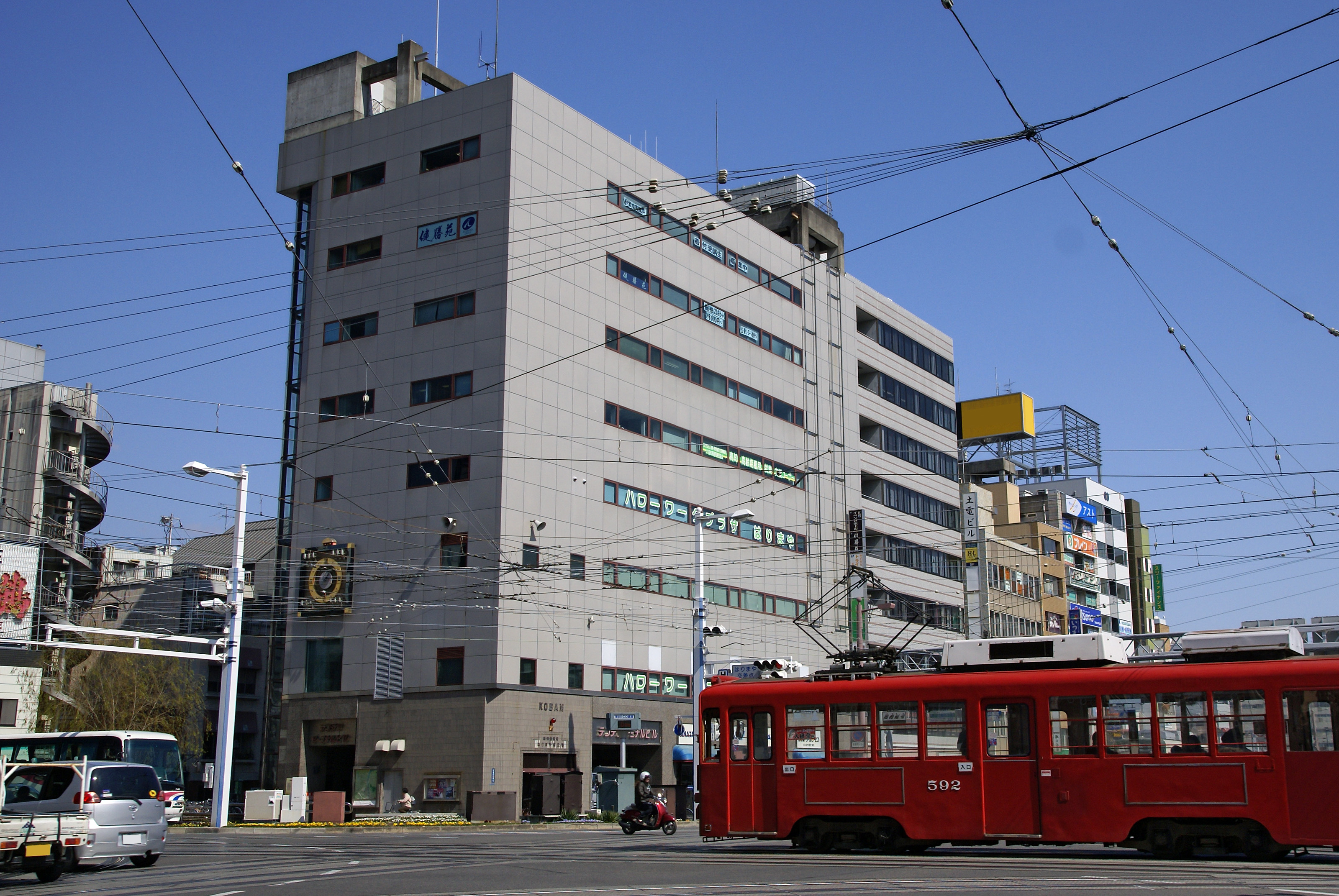
電鐵總站大樓

電鐵總站大樓前停留場（日语：／ Dentetsutāminarubiru mae teiryūjō */?），是位於高知縣高知市播磨屋町一丁目，土佐電交通後免線的電車站。車站鄰接播磨屋橋停留場與播磨屋橋路口。

## 歷史
在伊野線堀詰停留場經播磨屋橋至寶永町開通之際，此電車站在1908年（明治41年）啟用，當時電車站名為土佐橋停留場（日语：／）。後來於1938年（昭和13年）改名為菜園場町停留場。但是土佐橋停留場於1944年（昭和19年）廢止，整合至八幡通停留場。
後來於1958年（昭和33年），以浦戶町土電會館前停留場（日语：／）的名義重開電車站。當時電車站只有上行（後免町方向）的電車停靠。電車站後來於1973年（昭和48年）改名為土電西武百貨店前停留場（日语：／）。在1992年（平成4年），電車站改名為電鐵總站大樓前停留場。下行播磨屋橋方向的乘車處於2005年（平成17年）啟用。隨著播磨屋橋停留場的伊野線伊野方向乘車處遷移，把原來的乘車處變成此電車站的乘車處。
- 1908年（明治41年）10月31日 - 土佐電氣鐵道土佐橋停留場啟用[2]。
- 1944年（昭和19年）4月1日 - 整合至八幡通停留場而廢止[2]。
- 1958年（昭和33年）3月26日 - 浦戶町土電會館前停留場啟用[2]。當時只有後免町方向乘車處[1]。
- 1973年（昭和48年）9月1日 - 電車站改名為土電西武百貨店前停留場[2][1]。
- 1977年（昭和52年）6月20日 - 八幡通停留場廢止[2]。
- 1992年（平成4年）4月19日 - 電車站改名為電鐵總站大樓前停留場[2][3]。
- 2005年（平成17年）4月1日 - 隨著播磨屋橋停留場的伊野方向乘車處遷移，於路口東邊的原乘車處變成此電車站的乘車處[3]。
- 2014年（平成26年）10月1日 - 土佐電氣鐵道、高知縣交通（日语：高知県交通）和土佐電Dream Service（日语：土佐電ドリームサービス）合併，土佐電交通成立[4]。成為土佐電交通的電車站。

## 電車站構造
電車站是建造在共用道路上，設有2面2線的相對式乘車處（千鳥式）。東邊為後免町方向月台（6號乘車處），西邊為播磨屋橋方向月台（5號乘車處）。在播磨屋橋方向月台西邊鄰接播磨屋橋路口。在2005年，隨著電車站建設新聯絡線工程，乘車處向西邊遷移。
在兩月台之間設有渡線。該渡線曾經用作伊野線以播磨屋橋為終點站的電車使用。
| | ↑ 棧橋線（站前線） 高知站前方向    |                     |
| ← 伊野線 伊野方向                                                                                               | 電鐵總站大樓前停留場附近的配線略圖 | → 後免線 後免町方向 |
| | ↓ 棧橋線 棧橋通五丁目方向          |                     |
| 图例 参考文献：服部重敬 編著《路面電車新時代》山海堂，2006年，295頁 H : 播磨屋橋停留場、D :電鐵總站大樓前停留場 |                                    |                     |

## 電車站周邊
電鐵總站大樓位於電車站北邊，建設播磨屋橋路口東北方。另一方面，曾經作為電車站名的土電西武是位於路口東南方，為一間百貨公司。在1958年（昭和33年），土電會館開業，當時該處設有酒店、百貨公司、巴士總站和電影院。後來於2002年（平成14年）關閉。
- 高知銀行東分店

## 相鄰電車站
土佐電交通
後免線
菜園場町－電鐵總站大樓前－播磨屋橋
- 在此站至菜園場町停留場之間，曾經設有八幡通停留場。

## 注腳
1. 1 2 3 4 5 6 7 8  《土佐電鉄が走る街 今昔》99・156-158頁
2. 1 2 3 4 5 6 7 8 9 10 11 12  今尾惠介（監修）. . 11 中国四国. 新潮社. 2009: 60. ISBN 978-4-10-790029-6 （日语）.
3. 1 2 3 4  服部重敬（編著）. . 山海堂. 2006: 296・306頁. ISBN 4-381-01816-8 （日语）.
4. ↑  上野宏人. . 毎日新聞 (毎日新聞社). 2014-10-02 （日语）.
5. 1 2  川島令三. . 【図説】 日本の鉄道. 第2巻 四国西部エリア. 講談社. 2013: 38・92頁. ISBN 978-4-06-295161-6 （日语）.
6. 1 2  . とさでん交通. 2015-07-15  [2017-06-09]. （原始内容存档于2021-04-07） （日语）.
7. ↑  川島令三.  四國篇. 草思社（日语：草思社）. 2007: 292. ISBN 978-4-7942-1615-1 （日语）.
8. ↑  . とさでん交通. 2017-05-16  [2017-06-09]. （原始内容存档于2021-04-26） （日语）.
9. 1 2  《土佐電鉄が走る街 今昔》23-25頁